# Crossopetalum densiflorum
Crossopetalum densiflorum är en benvedsväxtart som beskrevs av C.L. Lundell. Crossopetalum densiflorum ingår i släktet Crossopetalum och familjen Celastraceae. Inga underarter finns listade.